# تفجير بيروت 2012
في التاسع عشر من أكتوبر 2012، توفي وسام الحسن، العميد في قوى الأمن الداخلي اللبناني (ISF)، ورئيس فرع معلوماتها الاستخبارية، إلى جانب أشخاص آخرين في انفجار سيارة مفخخة في حي الأشرفية في بيروت. ولقد بلغ مجموع قتلى الانفجار ثمانية قتلى. بينما بلغ عدد الضحايا مائة وعشرة.

## الخلفية
في صيف 2011 بدأ القتال المتقطع بين المعارضين والمؤيدين لحكومة الدولة السورية في الأراضي اللبنانية كنتيجة للحرب الأهلية في سوريا. وتسبب هذا الاقتتال في حدوث اضطرابات عنيفة وخطف المواطنين الأجانب في لبنان.

## الهدف
يٌعتقد أن وسام الحسن- رئيس فرع المعلومات في جهاز الأمن الداخلي وعضو فعال في تحالف 14 مارس والذي يمثل المعارضة وأحد القادة اللبنانيين السنة- كان مستهدفا من تلك الهجمات التي تعرضت لها بيروت مؤخراً.
حيث قام وسام الحسن في صيف 2011 بإجراء بعض التحقيقات التي كشفت بعض المؤامرات التي خططتها الحكومة السورية للتدخل في الصراعات الداخلية في البلاد.

## التفجير
انفجرت القنبلة في الساعة 14:50 في شارع إبراهيم منذر بالقرب من ساحة ساسين في حي الأشرفية ذا الأغلبية المسيحية في بيروت. ووقع الانفجار في شارع ضيق على بعد 100 متر من مكاتب حزب الكتائب، الذي يعد عضوا في تحالف 14 آذار. يبعد مقر تحالف 14 مارس 300 متراً عن موقع الانفجار.
وكانت السيارة مفخخة بمتفجرات تعادل30 كيلوغراما من مادة تي إن تي (TNT) وفقا لفحوص أولية من قبل خبراء المتفجرات في الجيش اللبناني. ولقد ترك الانفجار الذي وصف «بالضخم» شقاً في الطريق، كما أدى لانهيار شرفات المباني المجاورة. أما السيارة التي يعتقد أنها كانت تحمل القنبلة فقد انفجرت إلى قسمين من قوة الانفجار، كما نثرت حطاماً على بعد مئات الأمتار.
ولم يكن عدد الضحايا واضحاً في البداية، فقد أعلنت وكالة الأنباء الوطنية اللبنانية عن وفاة ثمانية أشخاص وإصابة أكثر من تسعين، إلا أنه تم تعديل هذا الرقم في وقت لاحق ليصبح أربع حالات وفاة وإصابة مائة وعشرة. ولقد استشهد سائق الحسن أحمد صهيوني في الهجوم.

## ردود الفعل

### لبنان
وصف رئيس الوزراء السابق وزعيم المعارضة – تحالف 14 مارس- سعد الحريري التفجير بأنه عمل إرهابي، وقال في تصريحات لشبكة الـ سي إن إن: «أنه ليس لديه شك في أن الرئيس السوري بشار الأسد مسؤول عن الهجوم», كما قال أن وسام الحسن قد قُتل بسبب تورطه في إلقاء القبض على وزير الإعلام السابق ميشال سماحة الذي اتهم بنقل المتفجرات إلى لبنان وذلك بمساعدة رئيس جهاز الأمن القومي السوري علي مملوك في محاولة مزعومة لزعزعة استقرار البلاد. وقد قتل والد سعد الحريري، رفيق الحريري، في تفجير مماثل قد وقع عام 2005, إلا أن ذلك التفجير كان أقوى بكثير.
وقد ردد عدد من السياسيين الآخرين اتهام سعد الحريري منذ تحالف 14 مارس. كما دعا أعضاء تحالف 14 مارس إلى استقالة رئيس الوزراء نجيب ميقاتي وحكومته، وقالوا مؤكدين إن حكومة الرئيس ميقاتي «مسؤولة سياسياً وأخلاقياً» عن الهجوم. وحذر النائب معين المرعبي من المزيد من الهجمات المتوقعة التي تستهدف لبنان من نظام الأسد. كما اتهم عدد من السياسيين المشهورين سوريا بعملية الاغتيال ومن ضمنهم رئيس حزب القوات اللبنانية سمير جعجع، وزعيم الحزب التقدمي الاشتراكي وليد جنبلاط وأمين الجميل.
أما رئيس الوزراء نجيب ميكاتي فقد قال: كانت الحكومة تحاول الكشف عن هوية الجناة ليعاقبوا ولكنهم ربطوا الاغتيال باعتقال سماحة.
وقام حزب الله الشيعة بإدانة الانفجار، حيث وصفوه بأنه «محاولة مخزية استهدفت الاستقلال والوحدة الوطنية» وحثوا الأجهزة الرسمية على بذل كل ما في وسعهم لتقديم الجناة إلى العدالة.
و أدان كل بطريرك لبنان الماروني وبشارة بطرس الراعي ومفتي الجمهورية اللبنانية محمد راشد قباني بإدانة الانفجار.

### الاحتجاجات
بعد بضع ساعات من وقوع الانفجار حمل داعمي المعارضة، الذين اجتمعوا في العديد من المدن في مختلف أنحاء الدولة كبيروت وصيدا وطرابلس وبتوراتيج (منطقة الحسن)، الإطارات المحترقة للشوارع وسدوا بها الطرق، ووجهوا اصابع الاتهام للسلطات السورية وحزب الله. ونقلت السي إن إن أنباء عن تبادل إطلاق النار في بيروت.
ولقد تم دفن الحسن يوم الأحد بجوار رفيق الحريري في بيروت في ساحة الشهداء. وبعد انتهاء الجنازة بدأت مظاهرات تطالب الحكومة بالتنحي، تخللها أعمال شغب بالقرب من السراي الكبير حيث يوجد مكتب رئيس الوزراء. حث زعيم المعارضة سعد الحريري المتظاهرين على إنهاء العنف والانسحاب من الشارع.

### دوليًا
أصدر مجلس أمن الأمم المتحدة «إدانة قطعية» للهجوم الإرهابي، في حين حث بان كي مون، أمين عام الأمم المتحدة «جميع الأطراف اللبنانية بأن لا تُستفز بهذا الفعل الإرهابي الشنيع، وأن تحافظ على التزامها بالوحدة الوطنية».
وصرحت المتحدثة باسم الوزارة الخارجية الأمريكية بأن الولايات المتحدة «ستقف مع الشعب اللبناني»، وأكدت تعهد إدارتهم «بلبنان مستقر ومستقل». وقامت الممثلة السامية للإتحاد الأوروبي كاثرين آشتون بإدانة الهجوم، موجهةً الاهتمام بالقتلى المدنيين.
وحثّ الرئيس الفرنسي فرنسوا هولاند السياسيين اللبنانيين على البقاء متحدين لمنع محاولات زعزعة استقرار البلاد«بغض النظر عن مصادرها» واصفاً وفاة الحسن بالخسارة الكبيرة. كما حثّ وزير الخارجية الفرنسي لوران فابيوس على التركيز على اللمصلحة العامة قائلاً «إنه من المهم الآن، أكثر من أي وقت مضى، البقاء خارج التوترات الإقليمية» وفي وقت لاحق قال فابيوس في لقاء تليفزيوني أنه من المحتمل أن تكون سوريا متورطة في هذا التفجير.
وقد علق وزير الإعلام السوري عمران الزعبي لوكالة العربية السورية للإنباء مستنكراً تفجير السيارة قائلا:"هذه الأنواع من الهجمات الإرهابية الجبانة لا يمكن تبريرها أينما وقعت". واستنكر المتحدث باسم وزارة خارجية إيران الهجوم وألقى باللوم على إسرائيل قائلاَ أن نظامها يستفيد من انعدام الأمن وزعزعة الاستقرار في المنطقة" وقد أصدرت وكالة الأنباء السعودية الرسمية تقريراً إخبارياً يدين وبشدة هذه الهجوم الإرهابي.